# 本杰明·哈里森五世
本杰明·哈里森五世（英語：Benjamin Harrison V，1726年4月5日—1791年4月24日）是弗吉尼亚殖民地的种植园主，商人和立法者。他是美国的开国元勋，曾担任弗吉尼亚州州长（1781-1784）。
哈里森代表萨里县和查尔斯城县在弗吉尼亚的伯格斯之家服役了三十年。他是独立运动中的爱国者，因抗议乔治国王和他的议会对美国殖民地施加的强暴措施而导致美国革命。这与哈里森个人接受并实行奴隶制形成了鲜明的对比，尽管他参加了1772年递交给国王要求他废除奴隶贸易的请愿书行动。
作为弗吉尼亚参加大陆会议的代表和全体委员会主席，哈里森出席并主持了《独立宣言》的最后辩论。该宣言包括美国的基本理念：“我们认为这些真理是不言而喻的，人人生而平等，享有造物主赋予他们某些不可剥夺的权利，包括生命，自由和追求幸福的权利。”哈里森是1776年美国独立宣言的签署者之一。
哈里森曾当选为弗吉尼亚州第五任州长；他的政府的特点是因革命战争使国库空虚。后来他回到弗吉尼亚之家，获得了最后两个任期。与盟友乔治华盛顿的罕见分歧是，哈里森在1788年投了他的最后一张反对美国宪法的选票，因为它没有人权法案。
他是弗吉尼亚哈里森家族的一员，他的两个后代成为美国总统——儿子威廉·亨利·哈里森和曾孙本杰明·哈里森。

## 家庭

### 父母和兄弟姐妹
1726年4月5日，哈里森出生于弗吉尼亚州的查尔斯城县；他是本杰明·哈里森四世和安妮·卡特的十个孩子中最大的一个。安妮（Anne）是罗伯特·卡特（Robert Carter）一世的女儿。本杰明·哈里森一世于1630年左右到达弗吉尼亚殖民地，到1633年，他被记录为弗吉尼亚州州长理事会秘书，开创了家庭公共服务的先河。本杰明四世和妻子安妮在伯克利种植园建造了家庭的庄园。